# Ira Sullivan

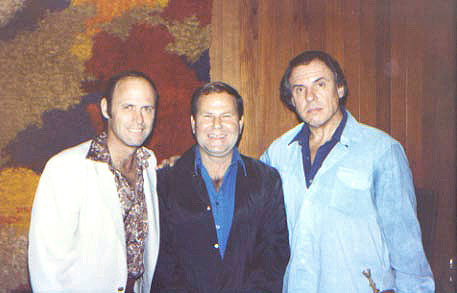
Ira Sullivan (rechts) met Bubba Kolb en Jack Sheldon

Ira Brevard Sullivan, jr. (Washington D.C., 1 mei 1931 - Miami, 21 september 2020) was een Amerikaanse jazzmuzikant in het hardbop-genre. Hij speelde trompet, bugel, saxofoon en fluit. Ook was hij is componist. De multi-instrumentalist speelde onder meer met Lester Young en Charlie Parker.
Sullivan kwam uit een muzikale familie: hij leerde trompet van zijn vader en saxofoon van zijn moeder. Begin jaren vijftig was hij lid van het huisorkest van jazzclub The Beehive in Chicago en begeleidde daar gastmusici als Bennie Green, Lester Young, Roy Eldridge, Paul Quinichette, Sonny Stitt en Charlie Parker. Daarna werkte hij bij Bill Russo (1955) en Art Blakey and the Jazz Messengers (1956). In 1956 maakte hij plaatopnames met J. R. Monterose en in 1957 met Red Rodney, met wie hij zes albums maakte. In 1960 speelde hij mee op het tweede album van multi-instrumentalist Roland Kirk. 
Begin jaren zestig vestigde hij zich in Fort Lauderdale, waar hij speelde met jonge plaatselijke muzikanten als Jaco Pastorius en Pat Metheny. In de jaren zeventig maakte hij als leider plaatopnamen, maar ook als sideman van Philly Joe Jones en Red Garland.

## Discografie (selectie)
- Billy Taylor Introduces Ira Sullivan, ABC-Paramount, 1956
- Nicky's Tune, Delmark, 1958
- Blue Stroll, Delmark, 1959
- Bird Lives!, Vee-Jay Records, 1962
- Ira Sullivan 1977, Flying Fish, 1978
- The Incredible Ira Sullivan, Stash, 1980
- Ira Sullivan Does It All, Muse, 1981
- Sprint, Wounded Bird Records, 1982
- After Hours, Go Jazz, 2001 met Red Rodney
- Night and Day, Muse, 1981
- Spirit Within, Wounded Bird Records, 1981
- Sprint, Wounded Bird Records, 1982